# Amphelictogon propinquus
Amphelictogon propinquus är en mångfotingart som beskrevs av Loomis 1938. Amphelictogon propinquus ingår i släktet Amphelictogon och familjen Chelodesmidae. Inga underarter finns listade i Catalogue of Life.